# 張込み
「張込み」（はりこみ）は、松本清張の短編小説である。初出は『小説新潮』1955年12月号である。1956年10月に短編集『顔』収録の1編として、講談社ロマンブックスより刊行された。1958年に松竹で映画化されたほか、数度にわたりテレビドラマ化もされた。

## 概要
著者の松本はのちに、この作品の発想が、何気なく読んだ昭和30年（1955年）頃の新聞記事から始まったと回想した。記事の内容は、東京下町のある商店に強盗が入り、主人を殺して逃走、被疑者は九州の某県のある町に家があり、1年前から妻子を残して東京に出稼ぎに来ていたことが判明したため、警視庁から2名の捜査員が出張、九州の被疑者の家に張込みすることになった、というものであった。松本は最初、家で待っている犯人の妻を刑事の眼から見る筋を考えていたが、設定を変更し、犯人と恋仲であった女性が他家に嫁いでいるということにしたと述べた。

## あらすじ
警視庁の柚木刑事は、東京・目黒で発生した強盗殺人事件の主犯・石井を追って、石井の昔の恋人・横川さだ子が嫁ぐ九州S市に向かう。横川家近くの旅館で張り込みを開始した柚木だが、銀行員の後妻となったさだ子はただただ単調な日常生活を繰り返すのみ。本当に石井は現れるのか。柚木にも焦りが募る。

## 書誌情報
- 顔（1956年10月、大日本雄弁会講談社ロマン・ブックス）
- 日本推理作家協会賞受賞作全集 9 顔（1995年5月12日、双葉文庫、ISBN 978-4-575-65808-8）

## 映画
松竹大船製作、松竹配給にて1958年1月15日に公開された。野村芳太郎が清張原作映画の監督を務めたのは、本映画が第1作となる。脚本は橋本忍が、クレジットされていないものの助監督は山田洋次が務めた。第32回キネマ旬報ベスト・テン日本映画第8位に選出され、1989年「大アンケートによる日本映画ベスト150」（文藝春秋発表）では第94位にランキングされている。
映画版の特徴
原作では張り込みを行うのは柚木刑事1人だが、映像的な効果と刑事側の内面の焦りを表現するため、若手の柚木、ベテランの下岡の2人の刑事を登場させた。舞台は原作のS市として、清張に関係の深い（妻の実家がある）佐賀県の佐賀市に設定された。なお、原作では柚木と同世代と見られる下岡は冒頭のみ登場し、石井の故郷・山口県に向かい、別行動をとる。
キャスト
- 大木実（柚木隆雄刑事）
- 宮口精二（下岡雄次刑事）
- 高峰秀子（横川さだ子）
- 田村高広（石井キュウイチ）
- 菅井きん（下岡の妻・満子）
- 竹本善彦（下岡の長男・辰男）
- 清水将夫（さだ子の夫・仙太郎）
- 伊藤卓（仙太郎の長男・隆一）
- 高木美恵子（仙太郎の長女・君子）
- 春日井宏行（仙太郎の次男・貞二）
- 内田良平（石井の共犯者・山田庄吉）
- 高千穂ひづる（柚木の恋人・高倉弓子）
- 藤原釜足（弓子の父）
- 文野朋子（弓子の母）
- 町田祥子（弓子の妹）
- 高木秀代（弓子の妹）
- 磯部玉枝（弓子の妹）
- 浦辺粂子（旅館の女主人）
- 山本和子（旅館の女中・秋江）
- 小田切みき（旅館の女中・喜和子）
- 川口のぶ（銭湯の娘・信子）
- 北林谷栄（信子の母）
- 玉島愛造（銭湯の釜焚き）
- 南進一郎（深川署署長）
- 近衛敏明（深川署刑事課長）
- 松下猛夫（深川署刑事）
- 土田桂司（深川署刑事）
- 鬼笑介（深川署刑事）
- 芦田伸介（捜査第一課長）
- 大友富右衛門（佐賀署署長）
- 多々良純（佐賀署刑事）
- 小林十九二（洗濯屋の主人）
- 清水孝一（洗濯屋の小僧）
- 大友純（飯場の親方）
- 山本幸栄（町工場の主人）
- 草香田鶴子（製本屋のおかみ）
- 末永功（血液銀行の係員）
- 福岡正剛（タクシーの運転手）
- 今井健太郎（巡査）
- 竹田法一（関西弁の男）
- 小林和雄（ある通行人）
- 稲川善一（郵便屋）

スタッフ
- 監督：野村芳太郎
- 脚本：橋本忍
- 撮影：井上晴二
- 音楽：黛敏郎
- 美術：逆井清一郎
- 録音：栗田周十郎
- 編集：浜村義康
- 照明：鈴木茂男

エピソード（映画）
- 本映画の企画は『顔』と同時期に始められた。企画の小倉武志は、当時大船調が全盛だった松竹で、女性路線ばかりでなく男性路線もやろうと考えて、社長の城戸四郎を説得、当初反対した城戸が許可したことで、映画化が決定した[8]。
- 映画化が決定したのち、脚本を担当する橋本忍は、当時練馬区関町にあった原作者の自宅を訪問した。この時橋本はまだ「（本映画の脚本を）どうしていいかわからない」状況であったが、警視庁の刑事の実際の捜査は二人で行動するものでは？と話を切り出した橋本に対して、清張は「いっしょに警視庁に行こうじゃないですか」と提案し、二人で警視庁を訪問、この結果、映画に関する警視庁の協力を取り付けることに成功した。橋本はこのことに関して、「自分が切り出していっしょに行って、警視庁の協力まで取って、それで作品を少しでもよくしようという、そういう原作者は少ないですよ」「非常に感動的に残った」と回顧した[9]。
- 野村芳太郎は、この映画を以下のように回想した。「自分はあの時38歳だった。B級映画ばかり撮らされて、ここでとにかくクリーンヒットというか、自分の作家生命を賭けたものを撮りたい。それが『張込み』だったので、一歩も引かずにやった」。野村は、本映画の時はテクニックが全くわからなくて、ただがむしゃらに自分が決めたことをやってみた。だから『砂の器』より『張込み』に対しての思いのほうが強い、と答えた。野村は、原作者の警視庁への口利きを得て、助監督の山田洋次と共に、深川署の殺人担当の刑事に毎日ついて歩き、追跡取材を行った[10][11]。
- 山田洋次は当時、他の助監督から「監督の才能がないからやめろ」と言われたが、野村のもとに相談に行ったところ、野村にシナリオを書くよう言われ、本映画の縁で橋本忍に弟子入りし、のちの『ゼロの焦点』では橋本と脚本を共作することになった[12]。
- 佐賀のロケでは、一万人の見物客が出た。多数の群衆の中で撮影の行われた佐賀駅では、人よけのためにロープを結び付けた駅舎の柱がズルズルと動き出し、警察が中止を求める騒ぎとなった[13]。また、大木実ら主演俳優の宿泊した旅館の周りをファンが取り囲み、警官隊と押し合いになった[14]。
- 温泉の場面は原作では「川北温泉」とされ、佐賀市北部の川上峡温泉がモデルと推定されるが、映画では、宝泉寺温泉で撮影された。この理由を野村芳太郎は「俗世と温泉とのコントラストをより際立たせたくって、山の奥に行きたかった」として、自分がロケハンしてたどり着いたのが同温泉だったと説明した。同温泉には当時旅館が3軒あるのみであり、最も奥にある旅館が撮影に使われたが、この旅館は現存しない[15]。
- 当時の鉄道風景が丁寧に描かれるのが本映画の特徴の一つである。長大なアバンタイトルで有名な冒頭の列車移動シークエンスの車中は、実際に九州行き急行列車「筑紫」の最後尾に貸切の三等客車を1両増結して撮影された。撮影陣を始め、大木と宮口、大勢のエキストラ（大部分は佐賀ロケに赴く撮影スタッフ等が兼務した）が一昼夜乗りつづけながら、車中の様子（東海道本線の夜行区間は満員のため通路に座り込み、夜が明けてからの山陽本線区間でようやく座席に座り、シャツを脱いで下着姿で暑さをしのぐ）をリアルに撮影した。途中通り過ぎる主要駅のカット挿入、別撮りした列車走行風景とで、1000km以上に及ぶ旅の長さを印象付けた。ただし、作中では夜行急行「さつま」を利用して東京から佐賀へ向かう設定であるが、その際に乗換えとなる鳥栖駅のシーンは映画中存在しない[注釈 5]。
- 当初の公開予定は1957年のシルバーウィークであった。しかし野村の意向により撮影が長期化、封切りは延期となった。松竹の製作部長が「何とか妥協して帰ってきてほしい」と説得に来たが[18]、野村は帰らず、城戸は激怒した[19]。原作者は原作よりいいと本映画を非常に褒め、特に冒頭の列車に乗り込む部分を褒めたという[20]。列車に乗り込む場面は主演の大木によれば、本物の横浜駅で実際の列車にぶっつけ本番で飛び乗っており、幸いにも一発OKであったが、仮にNGだった場合は次の大船で下車して翌日の同時刻に撮影する予定だったそうである[21]。
- 同作でチーフ撮影助手を務めた川又昂によれば、佐賀駅での撮影は全て大船撮影所から持ち込んだクレーンによる移動撮影で、また夏の暑さを表現する光度の関係を考慮して、空に雲が少しでもかかった場合は撮影を中止するほどの凝りようだったという[22]。

## テレビドラマ
上記の映画版を踏襲して、若手とベテランの2人の刑事が張り込む筋立てとなった。舞台は九州に限らず、それぞれ全国各地に設定された。

### 1959年版
1959年7月10日、KRテレビ（現：TBS）系列の『サンヨーテレビ劇場』枠（22:00 - 22:45）にて放映された。
キャスト
- 沢村国太郎
- 山岡久乃
- 安井昌二
- 殿山泰司

スタッフ
- 脚本：若尾徳平
- 制作：KRテレビ

### 1960年版
1960年8月29日と9月5日、KRテレビ（現：TBS）系列の『ナショナル ゴールデン・アワー』枠（20:30 - 21:00）、『松本清張シリーズ・黒い断層』の1作として2回にわたり放映された。
キャスト
- 柚木：宇津井健
- 三井弘次
- さだ子：山岡久乃
- 藤原釜足
- 桑山正一

スタッフ
- 制作：KRテレビ

### 1962年版
1962年8月23日と8月24日（22:15 - 22:45）、NHKの『松本清張シリーズ・黒の組曲』の1作として2回にわたり放映された。
キャスト
- 柚木：沼田曜一
- 貞子：福田公子
- 小林昭二
- 池田忠夫
- 中村たつ

スタッフ
- 演出：中山たかし
- 制作：NHK

### 1963年版
1963年12月8日、NETテレビ（現：テレビ朝日）系列の『日本映画名作ドラマ』枠（日曜 22:00 - 23:00）にて放映された。1958年公開映画のテレビ版リメイクである。
キャスト
- 柚木：江原真二郎
- 下岡：織田政雄
- さだ子：高倉みゆき
- 佐竹明夫
- 長島隆
- 天草四郎

スタッフ
- 脚本：大和久守久
- 制作：NETテレビ

### 1966年版
1966年2月22日、関西テレビ制作・フジテレビ系列(FNS)の『松本清張シリーズ』枠（21:00 - 21:30）にて放映された。
キャスト
- さだ子：中村玉緒
- 柚木：高津住男
- 下岡：下条正巳
- 土屋嘉男

スタッフ
- 脚本：西島大
- 監督：堀泰男
- 制作：関西テレビ

### 1970年版
1970年12月7日から1971年1月11日まで、日本テレビ系列の『ファミリー劇場』（21:00 - 21:56）内にて6回にわたり放映された。ギャラクシー賞第15回期間選奨受賞（八千草薫）作品である。
キャスト
- 柚木：加藤剛
- さだ子：八千草薫
- 下岡：浜田寅彦
- 石井：江原真二郎
- 山口果林

スタッフ
- シナリオ原作：橋本忍
- 脚本：大津皓一
- 監督：小野田嘉幹、高井牧人
- 制作：日本テレビ

### 1976年版
ドラマタイトル「裁きの夏」。1976年8月30日から9月24日まで、日本テレビ系列の『愛のサスペンス劇場』枠（13:30 - 13:55）にて20回にわたり放映された。
キャスト
- 貞子：林美智子
- 九一郎：天田俊明
- 九鬼刑事：住吉正博
- 倉沢満夫
- 堀越節子
- 近藤宏

スタッフ
- 脚本：重森孝子
- 監督：松尾昭典
- 制作：C.A.L

### 1978年版
「松本清張おんなシリーズ・張込み」。原作通り、張り込みは柚木独りに、犯人の名前は玉井に設定された。吉永小百合主演のメロドラマ風に仕上がった。1978年4月2日、TBS系列の『東芝日曜劇場』枠（21:00 - 21:55）にて放映された。視聴率は19.9％であった（ビデオリサーチ調べ、関東地区）。
キャスト
- 横川さだ子：吉永小百合
- 柚木刑事：荻島真一
- 横川仙太郎：佐野浅夫
- 玉井久一：森本レオ
- 滝川課長：森塚敏
- 下岡刑事：前田昌明
- 杉山刑事：児玉謙次
- 光子：樋口和子
- 川北温泉の番頭：中島元
- 肥前屋の番頭：松村彦次郎
- 刑事：安田隆
- 山田：桐原史雄
- 刑事：大沢慎吾
- 刑事：三川雄三
- ガードマン：戸沢佑介
- 君子：大平加奈子
- 隆一：須田圭一

スタッフ
- 脚本：服部佳
- 音楽：小川寛興
- 方言指導：西山水木
- プロデューサー：石井ふく子
- 演出：柳井満
- 制作：TBS

### 1991年版
「松本清張作家活動40年記念・張込み」。1991年9月27日、フジテレビ系列の『金曜ドラマシアター』枠（21:02 - 22:52）にて放映された。視聴率は18.8％であった（ビデオリサーチ調べ、関東地区）。地元・愛媛の所轄署の田舎刑事・上岡が、警視庁エリートの柚木の相棒という設定である。
キャスト
- さだ子：大竹しのぶ
- 柚木：田原俊彦
- 上岡：井川比佐志
- 石井：石橋凌
- 横川：寺田農
- 富子：山口美也子

スタッフ
- 脚本：岸田理生
- プロデューサー：酒井彰、亀山千広
- 演出：河村雄太郎
- 撮影：白戸義之
- 制作：フジテレビ

### 1996年版
1996年4月5日（21:00 - 22:49）、テレビ東京系列にて放映された。「松本清張原案・時代劇スペシャル 文吾捕物絵図 張込み」として、時代劇に設定を移した異色作である。

### 2002年版
「松本清張没後10年記念・ビートたけしドラマスペシャル・張込み」。2002年3月2日（21:00 - 23:21）、テレビ朝日系列にて放映された。柚木をベテランに、下岡を若手エリートにと設定を入れ替えた。主な舞台は群馬県桐生市に設定された。ラストは原作と異なる。第39回ギャラクシー賞奨励賞を受賞した。2002年文化庁芸術祭参加作品である。
キャスト
- 柚木：ビートたけし （所轄署の巡査部長）
- 下岡：緒形直人 （警視庁捜査一課の警部）
- 横川さだ子：鶴田真由 （石井の元恋人）
- 石井久一：田辺誠一 （強盗犯主犯）
- 横川仙太郎：平田満
- 刑事部長：伊武雅刀
- 柚木の妻：宇津宮雅代
- 柚木の娘：大谷允保
- 捜査本部長：平泉成
- 桐生署署長：保阪尚希 （下岡の同期）
- 鈴木婦警（交通課）：あめくみちこ
- 捜査係長：河西健司
- 橋上（桐生署刑事）：不破万作
- 刑事：梨本謙次郎
- 磯村千花子 （さだ子の家の向かいに住む婦人）
- 魏涼子
- 木村茜
- 山田賢太郎
- タクシー運転手：春海四方
- 山田：田中要次 （強盗犯の一人）
- 刑事：野添義弘
- 医師：阿部裕
- 五森大輔
- 又野彰夫
- 植草栄治
- 佐和タカシ
- 石井の元上司：阿部六郎
- 森山米次
- 中村由起子
- 山岡一
- 岩田丸
- 櫻庭博道
- 桑名湧
- 渡辺憲吉
- 竹内晶子
- 石川剛
- 岩永新悟
- バス会社社員：増田英治
- 八百屋の主人：藏内秀樹

スタッフ
- 脚本：矢島正雄
- 演出：石橋冠
- 音楽：坂田晃一
- 企画協力：電通音楽出版、オフィス北野
- ファイティングコーディネート：佐々木修平
- 撮影協力：桐生市、わたらせ渓谷鐵道、上毛電気鉄道、東日本旅客鉄道高崎支社、桐生合同タクシー、総合川崎臨港病院 ほか
- 技術協力：NTV映像センター
- 美術協力：日本テレビアート
- プロデューサー：五十嵐文郎 （テレビ朝日）、太田雅晴 （5年D組）、中山秀一 （5年D組）
- 制作協力：5年D組
- 制作著作：テレビ朝日

### 2011年版
「松本清張特別企画・張込み」。2011年11月2日、テレビ東京系列の「水曜ミステリー9」枠（21:00 - 22:48）にて放映された。ドラマの主要な舞台を松本市とする。
キャスト
- 横川さわ子：若村麻由美 （石井の元恋人）
- 柚木哲平：小泉孝太郎 （警視庁刑事）
- 石井久一：忍成修吾 （強盗犯）
- 下岡有作：渡辺いっけい （柚木の先輩）
- 高橋洋二：六平直政 （世田谷南署係長）
- 井上広：田山涼成 （松本中央署署長）
- 児玉梨奈：上原美佐 （キャバクラ嬢）
- 旅館の女将：大島蓉子
- 横川仙太郎：塩見三省 （さわ子の夫）
- 横川貞次：高澤父母道
- 山田明信：掛田誠 （前科者）
- 刑事：坂田聡
- 堂島浩二：菅田俊 （会社社長）
- 本屋の客：野村昇史
- バス運転手：越村公一
- 警官：岸端正浩
- 由夏、高橋慶子、渡辺力、千濱汰一、江畠蓮、中村高華、鈴木伸、伊藤竜二、渡辺貴啓、門田真幸　ほか

スタッフ
- 脚本：西岡琢也
- 監督：星田良子
- ロケ協力：松本市、松本観光コンベンション協会、松本東急イン、コナカ府中西原店、共立女子大学、ブックファースト、はとバス　ほか
- 技術協力：フォーチュン、バスク、Kカンパニー
- 照明：サンライズアート
- 編集・MA：ワインド・アップ、バウムレーベン
- 音響効果：スポット
- 美術協力：山崎美術
- 音楽協力：テレビ東京ミュージック
- プロデューサー：橋本かおり（テレビ東京）、小畑良治、椿宜和、河添太
- チーフプロデューサー：小川治（テレビ東京）
- 製作：テレビ東京、BSジャパン、角川映画

## 朗読
- 松本清張（原作）、有川博（朗読）『二階／張込み』（オーディオブック）新潮社〈新潮CD〉、2003年10月25日。ISBN 978-4-10-830139-9。
- 朗読の世界 「松本清張　短編作品集」（2025年3月31日 - 5月9日、NHK-FM） - 全30回で本作と「顔」「地方紙を買う女」「投影」を放送。朗読は内藤剛志。[24]